# بريدجيت ماري ماكورماك
بريدجيت ماري ماكورماك (بالإنجليزية: Bridget Mary McCormack)‏ هي أستاذة جامعية وقاضية ومحامية أمريكية، ولدت في 23 يوليو 1966.